# Harpactea oglasana
Harpactea oglasana là một loài nhện trong họ Dysderidae.
Loài này thuộc chi Harpactea. Harpactea oglasana được Fulvio Gasparo miêu tả năm 1992.